# Tính chẵn lẻ của số không

Hai đĩa cân thăng bằng này chứa không đồ vật, chia ra làm hai nhóm bằng nhau.

Không là số chẵn. Nói theo cách khác, tính chẵn lẻ của nó—đặc tính của một số nguyên có thể thuộc về một trong hai nhóm: chẵn hoặc lẻ—là chẵn. Cách chứng minh đơn giản nhất là kiểm tra xem liệu 0 có thỏa mãn định nghĩa của "số chẵn" không: nó là một bội số của 2, cụ thể là 0 × 2. Vì vậy, số không có tất cả các tính chất của số chẵn: ví dụ, hai số liền trước và liền sau của 0 đều là các số lẻ, bất cứ số nguyên nào viết trong hệ thập phân cũng đều có tính chẵn lẻ giống như chữ số cuối cùng của nó—chính vì vậy, vì 10 là một số chẵn nên 0 cũng sẽ là số chẵn, và nếu y chẵn thì y + x sẽ có tính chẵn lẻ giống x—và x và 0 + x luôn có tính chẵn lẻ giống nhau.
Không cũng thỏa mãn các quy luật được tạo bởi các số chẵn khác. Các quy tắc chẵn lẻ trong số học, như chẵn − chẵn = chẵn, bắt buộc số 0 phải chẵn. Không là phần tử đơn vị cộng của nhóm các số nguyên chẵn, và nó cũng là trường hợp đầu tiên để định nghĩa các số tự nhiên chẵn khác theo đệ quy. Các ứng dụng của phép đệ quy này từ lý thuyết đồ thị tới hình học tính toán đều dựa vào việc số không là số chẵn. 0 không chỉ chia hết cho 2, nó còn chia hết cho mọi lũy thừa của 2, có liên hệ tới hệ số nhị phân được máy tính sử dụng. Trong trường hợp này, 0 là số "chẵn nhất" trong tất cả các số chẵn.
Tính chẵn lẻ của số không có thể gây nhầm lẫn với nhiều người. Trong các thử nghiệm về thời gian phản ứng, hầu hết người tham gia đều xác định số 0 là số chẵn chậm hơn so với các số 2, 4, 6 hoặc 8. Một số học sinh—và giáo viên—nghĩ rằng không là một số lẻ, hoặc vừa chẵn vừa lẻ, hoặc không chẵn cũng không lẻ. Các nhà nghiên cứu giáo dục toán học cho rằng những hiểu lầm này có thể trở thành những cơ hội để học hỏi. Học về các phương trình như 0 × 2 = 0 có thể chỉ ra những nghi ngờ của học sinh sinh viên về việc gọi 0 là một số và sử dụng nó trong số học. Các cuộc bàn luận trong lớp học có thể khiến học sinh tôn trọng các nguyên tắc cơ bản của lập luận toán học, như tầm quan trọng của các định nghĩa. Đánh giá được tính chẵn lẻ của con số đặc biệt này là một ví dụ ban đầu về một chủ đề phổ biến trong toán học: sự trừu tượng hóa một khái niệm quen thuộc trong một phạm vi không quen thuộc.

## Lý do 0 là số chẵn
Định nghĩa chuẩn của một "số chẵn" có thể được dùng để chứng minh trực tiếp rằng không là số chẵn. Một số được gọi là "chẵn" nếu nó là một bội nguyên của 2. Ví dụ, 10 là một số chẵn vì nó bằng 5 × 2. Tương tự như vậy, 0 là một bội nguyên của 2, cụ thể là 0 × 2, vì vậy 0 là số chẵn.
Cũng có thể giải thích tại sao không là số chẵn mà không cần các định nghĩa chính xác. Những lời giải thích sau giải thích tại sao không là số chẵn dựa theo các khái niệm số cơ bản. Dựa vào nền móng này, ta có thể đưa ra cơ sở cho chính định nghĩa đó—và tính áp dụng của nó với số không.

### Giải thích cơ bản

Hộp chứa 0 vật không có vật đỏ nào dư ra.

Không là một số, và các số được dùng để đếm. Cho một tập hợp các đồ vật, một người sẽ sử dụng một số để mô tả số lượng đồ vật trong tập hợp này. Không là phép đếm của không có đồ vật; theo một cách chính xác hơn, nó là số lượng đồ vật trong một tập hợp rỗng. Khái niệm tính chẵn lẻ được dùng để tạo các nhóm chứa hai đồ vật. Nếu các đồ vật có thể được chia thành các nhóm, mỗi nhóm chứa hai đồ vật, mà không còn vật nào còn sót lại, thì số đồ vật chẵn. Nếu có một vật bị dư ra, thì số đồ vật lẻ. Tập hợp rỗng có thể chia thành không nhóm, mỗi nhóm chứa hai vật, và không còn vật nào còn sót lại sau khi chia, vậy nên không là số chẵn.
Cách giải thích này có thể được minh họa bằng cách vẽ các đồ vật theo cặp. Vì ta khó có thể mô tả được 0 nhóm hai đồ vật, và cũng khó có thể nhấn mạnh được vào sự không tồn tại của một vật còn sót lại, nên ta có thể vẽ các cách chia nhóm của các số khác và so sánh với trường hợp số không. Ví dụ, trong nhóm năm đồ vật, có hai cặp. Quan trọng hơn, có một vật bị dư ra, vậy nên 5 là số lẻ. Trường hợp có bốn vật, không còn vật nào dư ra, vậy nên 4 là số chẵn. Với trường hợp chỉ có một vật, không có cặp nào, và có dư ra một vật, vậy nên 1 là số lẻ. Trong nhóm không đồ vật, không còn vật nào dư ra, vậy nên 0 là số chẵn.
Còn có một định nghĩa chắc chắn hơn về tính chẵn: nếu số vật trong một tập hợp có thể được thành hai nhóm, mỗi nhóm có số lượng vật giống nhau, thì số đồ vật chẵn. Định nghĩa này tương đương với định nghĩa đầu. Một lần nữa, ta dễ dàng chứng minh được không là số chẵn vì tập hợp rỗng có thể được chia thành hai nhóm, mỗi nhóm không đồ vật.
Các con số cũng có thể được minh họa bằng các điểm trên một trục số. Khi đánh dấu phân biệt các số lẻ và chẵn, ta có thể thấy rõ quy luật của chúng, đặc biệt khi thêm cả các số âm:
Các số chẵn và lẻ luân phiên nhau. Bắt đầu từ bất cứ số chẵn nào, đếm xuôi hoặc ngược hai đơn vị đều tới được các số chẵn khác, và hoàn toàn không thể bỏ qua được số không.
Sử dụng phép nhân, tính chẵn lẻ có thể được tiếp cận một cách chính xác hơn bằng các biểu thức số học. Mọi số nguyên đều có thể phân tích theo một trong hai dạng: (2 × ▢) + 0 với số chẵn hoặc (2 × ▢) + 1 với số nguyên. Ví dụ, 1 là số lẻ vì 1 = (2 × 0) + 1, và 0 là số chẵn vì 0 = (2 × 0) + 0. Lập bảng các số được phân tích theo quy tắc trên sẽ củng cố lại hình ảnh về trục số phía trên.

### Định nghĩa tính chẵn lẻ
Định nghĩa chính xác của một thuật ngữ toán học, ví dụ như "chẵn" nghĩa là "bội nguyên của hai", thực chất chỉ là một quy ước. Không giống như "chẵn", một số thuật ngữ toán học được xây dựng một cách có chủ đích để loại trừ các trường hợp tầm thường hay suy biến. Các số nguyên tố là một ví dụ điển hình. Trước thế kỷ 20, các định nghĩa về tính nguyên tố không nhất quán, và các nhà toán học tiêu biểu như Goldbach, Lambert, Legendre, Cayley, và Kronecker còn ghi rằng 1 là một số nguyên tố. Định nghĩa "số nguyên tố" hiện đại là "số nguyên dương có đúng 2 ước số", vậy nên 1 không phải số nguyên tố. Định nghĩa này có thể được kiểm chứng vì nó phù hợp hơn với các định lý toán học có liên quan tới các số nguyên tố. Ví dụ, định lý cơ bản của số học có thể được phát biểu dễ dàng hơn khi 1 không được coi là số nguyên tố.
Ta có thể định nghĩa lại thuật ngữ "số chẵn" theo một cách mà nó không còn bao gồm số không nữa. Tuy nhiên, trong trường hợp này, định nghĩa mới sẽ khiến các định lý liên quan tới các số chẵn khó phát biểu hơn. Có thể thấy rõ hệ quả này ngay trong các quy luật đại số với các số chẵn và lẻ. Tiêu biểu nhất là quy luật về các phép toán cộng, trừ và nhân:
chẵn ± chẵn = chẵn
lẻ ± lẻ = chẵn
chẵn × nguyên = chẵn
Thay các giá trị phù hợp vào vế trái của các quy luật này, vế phải hoàn toàn có thể có kết quả bằng 0:
2 − 2 = 0
−3 + 3 = 0
4 × 0 = 0
Vì vậy, các quy luật trên sẽ là không đúng nếu không không phải là số chẵn. Ít ra thì chúng cũng phải được sửa đổi lại. Ví dụ, một nghiên cứu giả sử rằng các số chẵn được cho là các bội nguyên của hai, nhưng riêng số không "không chẵn cũng không lẻ". Nếu vậy, các quy luật với số chẵn và lẻ phải có thêm các trường hợp ngoại lệ:
chẵn ± chẵn = chẵn (hoặc không)
lẻ ± lẻ = chẵn (hoặc không)
chẵn × nguyên khác không = chẵn
Việc thêm vào các trường hợp ngoại lệ cho số không trong định nghĩa về sự chẵn sẽ khiến ta cũng phải bổ sung các ngoại lệ tương tự cho các quy luật với số chẵn. Nói theo cách khác, việc áp dụng các quy luật dành cho các số chẵn dương và bắt buộc chúng phải đúng với toàn bộ số nguyên cũng sẽ bắt buộc số không phải là số chẵn.

## Phạm vi toán học
Vô số hệ quả trong lý thuyết số có liên quan tới định lý cơ bản của số học và các tính chất đại số của các số chẵn, vậy nên các cách chứng minh trên có mối liên hệ rất sâu rộng. Ví dụ, việc mỗi số dương có một cách phân tích riêng biệt có nghĩa là ta có thể xác định được một số có số các thừa số nguyên tố là số chẵn hay lẻ. Vì 1 không phải một số nguyên tố hay cũng không thể phân tích ra thành các thừa số nguyên tố, nó là tích của 0 số nguyên tố phân biệt; vì 0 là một số chẵn, số các thừa số nguyên tố của 1 là số chẵn (chính là 0). Từ đây có thể suy ra hàm số Möbius sẽ nhận giá trị μ(1) = 1, và đây là một kết luận cần thiết để cho hàm số này trở thành một hàm nhân tính và nhờ đó mà công thức nghịch đảo Möbius mới có thể được áp dụng.

### Không phải số lẻ
Một số n được gọi là lẻ nếu có một số nguyên k thỏa mãn n = 2k + 1. Một cách chứng minh 0 không phải số lẻ là bằng phương pháp phản chứng: nếu 0 = 2k + 1 thì k = −1/2, không phải là một số nguyên. Vì không không phải số lẻ, khi một số chưa biết được chứng minh là lẻ thì nó không thể là số không. Sự quan sát có vẻ bình thường này có thể đưa ra một bằng chứng rõ ràng để giải thích tại sao một số khác không.
Một hệ quả kinh điển của lý thuyết đồ thị phát biểu rằng: một đồ thị có cấp lẻ (có số các đỉnh là số lẻ) luôn có ít nhất một đỉnh có bậc chẵn. (Phát biểu này đòi hỏi không phải là một số chẵn: đồ thị rỗng có cấp chẵn, và một đỉnh cô lập cũng có bậc chẵn.) Để chứng minh cho phát biểu trên, thực ra sẽ dễ hơn khi chứng minh một hệ quả khác chặt chẽ hơn: bất cứ đồ thị cấp lẻ nào đều có số các đỉnh bậc chẵn là số lẻ. Sự xuất hiện của con số lẻ này được giải thích bằng một hệ quả tổng quát hơn, được gọi là bổ đề bắt tay: bất cứ đồ thị nào đều có số các đỉnh bậc lẻ là số chẵn. Cuối cùng, công thức tổng bậc sẽ giải thích cho việc số lượng các đỉnh lẻ là số chẵn.
Bổ đề Sperner là một ứng dụng nâng cao hơn của cùng phương pháp trên. Bổ đề phát biểu rằng mỗi cách tô màu trên một tam giác đạc của một đơn hình có một đơn hình con chứa mọi màu. Thay vì trực tiếp dựng một đơn hình con như vậy, ta có thể chứng minh rằng tồn tại một số lẻ các đơn hình con như vậy thông qua một cách lập luận quy nạp. Một cách phát biểu bổ đề chặt chẽ hơn sẽ giải thích tại sao con số này lại lẻ: nó thường rơi vào dạng (n + 1) + n khi ta cân nhắc tới hai phép quay có thể của một đơn hình.

### Sự luân phiên chẵn-lẻ

Định nghĩa đệ quy về tính chẵn lẻ số tự nhiên

Với việc không là một số chẵn, cùng với sự luân phiên giữa các số chẵn và lẻ, ta hoàn toàn có thể xác định tính chẵn lẻ của bất cứ số tự nhiên nào khác. Ý tưởng này có thể được đưa thành một định nghĩa đệ quy của tập hợp các số tự nhiên chẵn:
- 0 là số chẵn.
- (n + 1) là số chẵn khi và chỉ khi n không chẵn.

Định nghĩa này có lợi thế là chỉ dựa vào những cơ sở tối thiểu của các số tự nhiên: sự tồn tại của 0 và của các phần tử tiếp sau. Do vậy, nó rất hữu ích cho các hệ thống logic của máy tính như LF và trình hỗ trợ chứng minh định lý Isabelle. Với định nghĩa này, tính chẵn của số không không phải là một định lý mà là một tiên đề. Quả thật vậy, mệnh đề "không là một số chẵn" có thể được xem như là một trong các tiên đề Peano, trong đó các số tự nhiên chẵn là một mô hình của tiên đề.

Bài toán điểm trong đa giác

Phép kiểm tra điểm trong đa giác kinh điển từ hình học tính toán áp dụng ý tưởng trên. Để xác định một điểm có nằm trong một đa giác không, ta kẻ một tia từ vô cùng tới điểm và đếm số giao điểm giữa tia và các cạnh của đa giác. Số giao điểm là số chẵn khi và chỉ khi điểm nằm ngoài đa giác. Thuật toán này đúng vì nếu tia không bao giờ cắt đa giác, thì số giao điểm là không, tức là một số chẵn, và điểm nằm ngoài đa giác. Mỗi khi tia cắt đa giác, số giao điểm lại luân phiên giữa chẵn và lẻ, và điểm lại luân phiên giữa nằm ngoài và nằm trong đa giác.

Dựng một đồ thị hai phía

Trong lý thuyết đồ thị, một đồ thị hai phía là một đồ thị mà các đỉnh được chia thành hai màu, sao cho các đỉnh liền kề nhau khác màu. Nếu một đồ thị liên thông không có chu trình lẻ nào, thì ta có thể dựng một đồ thị hai phía bằng cách chọn một đỉnh gốc v và tô màu cho mọi đỉnh đen hoặc trắng, bất kể khoảng cách từ đỉnh đó tới v là chẵn hay lẻ. Vì khoảng cách từ v tới chính nó bằng 0, và 0 là số chẵn, đỉnh gốc sẽ được tô màu khác so với các đỉnh gần kề có khoảng cách bằng 1.

### Các quy luật đại số

2Z (xanh) là nhóm con của Z

Trong đại số trừu tượng, các số nguyên chẵn tạo thành nhiều cấu trúc đại số yêu cầu cần phải bao gồm cả số không. Việc đơn vị cộng (số không) là số chẵn, cùng với tính chẵn của các tổng và nghịch đảo phép cộng của các số chẵn và tính kết hợp của phép cộng, có nghĩa là các số nguyên chẵn tạo thành một nhóm. Hơn nữa, nhóm các số nguyên chẵn với phép cộng là một nhóm con của nhóm tất cả các số nguyên; đây là một ví dụ cơ bản về khái niệm nhóm con. Quan sát trước đó, cho thấy rằng quy luật "chẵn − chẵn = chẵn" bắt buộc 0 phải là số lẻ, là một phần của một quy luật chung: bất cứ tập hợp con không rỗng nào của một nhóm cộng bị đóng với phép trừ phải là một nhóm con, và cụ thể hơn, phải chứa phần tử đơn vị.
Vì các số nguyên chẵn tạo thành một nhóm con của các số nguyên, chúng phân vùng các số nguyên thành các lớp lân cận. Các lớp lân cận này có thể được mô tả là các lớp tương đương của quan hệ tương đương sau: x ~ y nếu (x − y) chẵn. Tới đây, tính chẵn của số không được biểu hiện rõ ràng là tính phản xạ của quan hệ hai ngôi ~. Chỉ có hai lớp lân cận trong nhóm con này—các số chẵn và lẻ—vậy nên nó có chỉ số là 2.
Tương tự như vậy, nhóm luân phiên là một nhóm con có chỉ số 2 trong nhóm đối xứng trên n phần tử. Các phần tử của nhóm luân phiên, gọi là các hoán vị chẵn, là tích của một số chẵn các phép chuyển vị. Ánh xạ đồng nhất, một tích rỗng của không phép chuyển vị, là một hoán vị chẵn vì không là số chẵn; nó là phần tử đơn vị của nhóm luân phiên.
Quy tắc "chẵn × nguyên = chẵn" có nghĩa là các số chẵn sẽ tạo thành một iđêan trong vành các số nguyên, và mối quan hệ tương đương trên có thể được mô tả là equivalence modulo this ideal. Cụ thể, các số nguyên chẵn chính là các số nguyên k mà k ≡ 0 (mod 2). Công thức này rất hữu dụng trong việc khảo sát các không điểm nguyên của các đa thức.

### Cấp 2-adic
Theo một cách hiểu nào đó thì một số bội của 2 "chẵn hơn" các bội khác. Các bội số của 4 được gọi là chẵn đôi, vì chúng có thể chia hết cho 2 hai lần. Số không không chỉ chia hết cho 4, mà nó còn có thể chia hết cho mọi lũy thừa của 2, vậy nên số không vượt qua tất cả các số khác về "độ chẵn".
Một hệ quả của điều này hiện diện trong cách sắp xếp đảo ngược bit (bit-reversed ordering) các kiểu dữ liệu nguyên được dùng bởi một số thuật toán máy tính, như thuật toán biến đổi Fourier nhanh Cooley–Tukey. Cách sắp xếp này có tính chất là số 1 đầu tiên trong khai triển nhị phân của một số cách về phía bên trái bao nhiêu, hay nó chia hết cho 2 được bao nhiêu lần, thì nó sẽ xuất hiện sớm bấy nhiêu. Đảo ngược bit của 0 vẫn là 0; nó có thể chia hết cho 2 vô hạn lần, và khai triển nhị phân của nó không có số 1 nào, vậy nên nó sẽ luôn xuất hiện trước.
Mặc dù 0 có thể chia hết cho 2 nhiều lần hơn bất cứ số nào khác, việc xác định chính xác số lần chia hết thực sự phức tạp. Với mọi số nguyên n khác không, ta có thể định nghĩa được cấp 2-adic của n là số lần mà n chia hết cho 2. Định nghĩa này không thể được áp dụng với số 0; cho dù có chia 0 cho 2 bao nhiêu lần, nó vẫn luôn có thể được chia tiếp cho 2. Vậy nên thường thì người ta đồng ý rằng 2-cấp của 0 sẽ là vô cùng. Sự chấp thuận này không phải là điều đặc biệt với 2-cấp; nó là một trong các tiên đề của một đánh giá bổ sung trong đại số cấp cao hơn.
Các lũy thừa của hai—1, 2, 4, 8,...—tạo thành một dãy đơn giản các số có 2-cấp tăng dần. Trong các số 2-adic, các dãy số như vậy thực chất tiến tới không.

## Giáo dục

Tỷ lệ trả lời theo lớp

Chủ đề tính chẵn lẻ của số không thường được nhắc tới trong hai hoặc ba năm đầu giáo dục tiểu học, khi khái niệm các số chẵn và lẻ được giới thiệu và phát triển.

### Hiểu biết của học sinh
Biểu đồ bên phải biểu thị quan điểm của học sinh về tính chẵn lẻ của số không, với các học sinh từ lớp 1 tới lớp 6 trong hệ thống giáo dục Anh. Dữ liệu được thu thập từ Len Frobisher, ông đã tiến hành các cuộc khảo sát với những học sinh tại Anh. Frobisher muốn tìm hiểu cách mà các kiến thức về tính chẵn lẻ của các số có một chữ số được vận dụng sang các số có nhiều chữ số, và số không thể hiện điều này khá nổi bật theo kết quả khảo sát.
Trong một cuộc khảo sát ban đầu gần 400 em nhỏ bảy tuổi, 45% chọn chẵn khi được hỏi về tính chẵn lẻ của số không. Một cuộc khảo sát tiếp sau đó cho thêm nhiều lựa chọn hơn: không chẵn không lẻ, cả hai và không biết. Lần này số em nhỏ cùng tuổi trả lời là chẵn giảm xuống còn 32%. Số học sinh trả lời đúng là chẵn ban đầu tăng lên ở các học sinh lớp 2 rồi sau đó giữ nguyên trong khoảng 50% với các học sinh từ lớp 3 tới lớp 6. Để so sánh, số học sinh hoàn thành được nhiệm vụ dễ nhất là xác định tính chẵn lẻ của một số có một chữ số, giữ nguyên trong khoảng 85%..
Trong các buổi phỏng vấn, Frobisher luận ra được lý do của các học sinh. Một em học sinh lớp 5 cho rằng 0 là số chẵn vì nó có trong bảng cửu chương số 2. Một vài học sinh lớp 4 nhận thấy rằng số không có thể được chia thành các phần bằng nhau. Một học sinh lớp 4 khác giải thích: "1 là số lẻ thì liền trước nó là số chẵn." Các buổi phỏng vấn cũng cho thấy những hiểu lầm đằng sau những câu trả lời sai. Một học sinh lớp 2 "khá chắc chắn" rằng không là số lẻ, dựa trên cơ sở rằng "đó là số đầu tiên mà bạn bắt đầu đếm". Một học sinh lớp 4 cho rằng 0 không lẻ cũng không chẵn vì "nó không phải là một số". Trong một nghiên cứu khác, Annie Keith nghiên cứu một nhóm 15 học sinh lớp 2 cố thuyết phục lẫn nhau rằng không là một số chẵn dựa trên sự luân phiên chẵn-lẻ và khả năng chia một nhóm có 0 thứ thành 2 nhóm bằng nhau.
Các cuộc khảo sát sâu hơn được thực hiện bởi Esther Levenson, Pessia Tsamir, và Dina Tirosh. Họ tiến hành phỏng vấn một cặp học sinh lớp 6, cả hai đều là các học sinh học toán tốt trong lớp. Một học sinh thích các cách giải thích kiểu suy diễn cho những khẳng định toán học, trong khi em còn lại thích các ví dụ thực tế. Cả hai học sinh, vì nhiều lý do, ban đầu nghĩ rằng 0 không chẵn cũng không lẻ. Levenson và các cộng sự đã cho thấy cách mà cách lập luận của học sinh đã phản ánh được khái niệm của các em về số không và phép chia.
| Các ý kiến của học sinh                        |
| ---------------------------------------------- |
| "Số không không chẵn cũng không lẻ."           |
| "Số không có thể chẵn."                        |
| "Số không không lẻ."                           |
| "Số không phải là số chẵn."                    |
| "Số không không phải số chẵn."                 |
| "Số không luôn là số chẵn."                    |
| "Số không không phải lúc nào cũng là số chẵn." |
| "Số không chẵn."                               |
| "Số không là số đặc biệt."                     |

Deborah Loewenberg Ball phân tích các ý tưởng của các học sinh lớp 3 về các số chẵn lẻ và số không, chủ đề vừa được đem ra bàn luận với một nhóm học sinh lớp 4. Các học sinh thảo luận về tính chẵn lẻ của số không, các quy luật với số chẵn và cách làm toán. Các ý kiến về số không khá đa dạng, được liệt kê ở bảng phía bên phải. Ball và các cộng sự cho rằng nghiên cứu này đã cho thấy cách mà học sinh có thể "làm toán tại trường".
Một trong những chủ đề trong các tài liệu nghiên cứu là sự mẫu thuẫn giữa hình ảnh của các học sinh về khái niệm tính chẵn lẻ và các định nghĩa về khái niệm này của họ. Hai học sinh lớp 6 trong nghiên cứu của Levenson và các cộng sự đều định nghĩa các số chẵn là các bội số của hai hoặc các số chia hết cho 2, nhưng hai em lại không thể áp dụng được định nghĩa này cho số không, vì cả hai đều không chắc chắn về cách nhân hoặc chia số không cho 2. Những người phỏng vấn rốt cuộc phải đưa cả hai tới kết luận rằng không là một số chẵn; dù vậy, hai học sinh vẫn chọn những con đường khác nhau để đi tới kết luận này, vẽ ra nhiều hình ảnh, định nghĩa và những lời giải thích cả thực tế và trừu tượng. Trong một nghiên cứu khác, David Dickerson và Damien Pitman tìm hiểu cách sử dụng các định nghĩa của năm sinh viên đại học giỏi chuyên ngành toán học. Họ phát hiện ra rằng các sinh viên hầu như có thể áp dụng định nghĩa "số chẵn" vào số không, nhưng các sinh viên vẫn chưa cảm thấy thuyết phục với cách làm này, vì nó mâu thuẫn với hình ảnh của họ về khái niệm này.

### Hiểu biết của giáo viên
Các nhà nghiên cứu giáo dục toán học tại Đại học Michigan đã đưa vào câu hỏi hỏi đúng sai "0 là một số chẵn" trong dữ liệu hơn 250 câu hỏi được thiết kế để đánh giá hiểu biết của giáo viên. Với họ, câu hỏi này minh họa cho "hiểu biết thông thường... mà bất cứ người trưởng thành nào được giáo dục tốt nên có", và là một câu hỏi mang tính "trung lập" do câu trả lời không khác biệt giữa toán học truyền thống và toán học kiểu mới. Trong một nghiên cứu từ năm 2000-2004 với 700 giáo viên tiểu học tại Hoa Kỳ, kết quả trả lời các câu hỏi này của các giáo viên đã dự đoán được khá chính xác kết quả của các học sinh trong bài kiểm tra tiêu chuẩn sau khi được dự lớp của chính các giáo viên này. Trong một nghiên cứu sâu hơn vào năm 2008, các nhà nghiên cứu phát hiện ra một ngôi trường trong đó toàn bộ các giáo viên đều nghĩ rằng số không không chẵn cũng không lẻ, và tất cả đều bắt nguồn từ một giáo viên trưởng môn toán trong trường.
Vẫn còn chưa chắc chắn bao nhiêu giáo viên còn có hiểu biết sai về số không. Nghiên cứu của Đại học Michigan không đưa ra dữ liệu cho từng câu hỏi. Betty Lichtenberg, phó giáo sư bộ môn giáo dục toán học tại Đại học Nam Florida, trong một nghiên cứu năm 1972 cho biết khi một nhóm người sau này trở thành các giáo viên tiểu học được đưa một bài kiểm tra dạng "đúng hay sai" trong đó bao gồm đề bài "Số không là số chẵn", họ thấy đây là một "câu hỏi khó", và khoảng hai phần ba đã trả lời "Sai".".

### Tác động tới giảng dạy
Về mặt toán học, chứng minh không là số chẵn là một vấn đề đơn giản của việc áp dụng một định nghĩa, nhưng trong bối cảnh giáo dục thì cần phải giải thích nhiều hơn thế. Một vấn đề liên quan tới cơ sở của cách chứng minh này: định nghĩa "số chẵn" là "bội nguyên của 2" không phải lúc nào cũng phù hợp. Một học sinh lớp 1 tiểu học chưa chắc đã biết được "số nguyên" hay "bội số" là gì, chứ chưa nói gì đến phép nhân với 0. Hơn nữa, phát biểu một định nghĩa về tính chẵn lẻ của tất cả số nguyên có vẻ giống như đặt ra một lối tắt khái niệm một cách tùy tiện khi mà các số chẵn được xét tới đều dương. Điều này có thể giúp ta hiểu rằng khi khái niệm về số được mở rộng từ các số nguyên dương có thêm số không và các số nguyên âm, các tính chất về số như tính chẵn lẻ cũng được mở rộng ra một cách tự nhiên.

## Nhận thức số học

Phân tích thống kê các dữ liệu từ thí nghiệm, cho thấy sự tách biệt của số 0. Trong phép phân tích không gian nhỏ nhất (smallest space analysis) này, chỉ có nhóm dữ liệu là có nghĩa; các trục đều được vẽ tùy ý.

Những người tin rằng số không là số chẵn lại có thể chưa quen với cách nghĩ như vậy, khiến cho họ phản ứng chậm hơn với các câu hỏi trong các thí nghiệm về thời gian phản ứng. Stanislas Dehaene, một người đi tiên phong trong lĩnh vực nhận thức số học (numerical cognition), đã thực hiện một loạt các thí nghiệm như vậy vào đầu những năm 1990. Một số từ sẽ được hiển thị nhanh trên màn hình, và đối tượng sẽ phải chọn bấm một trong hai nút để nhận dạng số đó là chẵn hay lẻ. Thời gian bấm nút sẽ được máy tính ghi lại. Kết quả cho thấy những người tham gia xử lý số 0 chậm hơn so với các số chẵn khác. Một số thí nghiệm khác tương tự cho thấy với số 0, thời gian phản ứng có thể chậm hơn tới 60 milli giây hoặc khoảng 10% so với thời gian phản ứng trung bình—một sự khác biệt dù nhỏ nhưng rất đáng chú ý.
Thí nghiệm của Dehaene không được thực hiện chỉ để khảo sát số 0 mà là để so sánh các mô hình khác nhau về cách mà thông tin về tính chẵn lẻ được xử lý và nhận dạng. Mô hình cụ thể nhất, giả thuyết tính toán tư duy (mental calculation hypothesis), cho rằng chúng ta luôn có phản ứng nhanh trước số 0; 0 là một số nhỏ, và việc thực hiện phép toán 0 × 2 = 0 là điều rất dễ dàng. (Các đối tượng đều có thể tính toán và nêu được kết quả của phép nhân với số 0 nhanh hơn phép nhân với các số khác 0, mặc dù họ lại chậm hơn khi được yêu cầu xác minh các kết quả được đưa ra sẵn như 2 × 0 = 0.) Kết quả của các cuộc thí nghiệm lại cho thấy điều gì khác đang diễn ra: các thông tin về tính chẵn lẻ trong trí nhớ có thể đã được gợi lại kèm theo hàng loạt các tính chất có liên quan, ví dụ như liệu số đó có phải là số nguyên tố hay một lũy thừa của hai hay không. Cả hai dãy số: dãy các lũy thừa của hai và dãy các số chẵn dương 2, 4, 6, 8,..., đều là hai dãy số điển hình có các phần tử đều là các số chẵn. Số 0 không nằm trong cả hai dãy này, dẫn tới sự phản ứng chậm hơn ở nhiều người.
Các cuộc thí nghiệm được lặp lại nhiều lần cho thấy sự phản ứng chậm với số không xuất hiện ở các đối tượng có tuổi tác, quốc tịch và ngôn ngữ đa dạng khi được cho xem các con số dưới dạng số từ được hiển thị ở dạng đầy đủ và ở dạng ảnh phản chiếu qua gương. Nhóm của Dehaene đã phát hiện ra một yếu tố làm thay đổi điều này: kinh nghiệm về toán học. Trong một thí nghiệm của họ, các sinh viên tại viện đại học École Normale Supérieure được chia thành hai nhóm: các sinh viên chuyên ngành phê bình văn học và các sinh viên chuyên ngành toán, vật lý hoặc sinh học. Sự phản ứng chậm với số 0 "chủ yếu được thấy ở nhóm [văn học], và thực chất, "trước thí nghiệm, một số sinh viên nhóm văn học còn không chắc 0 là số lẻ hay chẵn và phải được nhắc lại về định nghĩa".
Sự phụ thuộc lớn vào tính quen thuộc này một lần nữa phủ định cho thuyết tính toán tư duy. Hiệu ứng này còn cho thấy rằng việc cho số 0 vào các thí nghiệm so sánh giữa các số chẵn và lẻ là không phù hợp. Theo như một thí nghiệm thì: "Hầu hết các nhà nghiên cứu có vẻ đều đồng ý rằng số không không phải là một số chẵn điển hình và không nên được xem là một phần trong trục số tư duy."

## Trong đời sống hàng ngày
Một số trường hợp có sự xuất hiện của tính chẵn lẻ của số không hoàn toàn mang tính chất tranh luận. Đây là vấn đề có thể được thấy trên các diễn đàn và các trang web nhờ các chuyên gia giải đáp thắc mắc trên Internet. Nhà ngôn ngữ học Joseph Grimes đã nghĩ rằng hỏi một cặp vợ chồng câu hỏi "Không có phải là số chẵn không?" là một cách hay để khiến họ bất đồng ý kiến. Những người cho rằng số 0 không chẵn cũng không lẻ có thể dùng tính chẵn lẻ của số không làm bằng chứng cho rằng mọi quy tắc đều có một phản ví dụ, hay cho rằng đó chỉ là ví dụ về một câu hỏi mẹo.
Khoảng năm 2000, các hãng truyền thông để ý tới một cột mốc hiếm có: "19/11/1999" sẽ là ngày lịch biểu cuối cùng chỉ gồm toàn các chữ số lẻ, hiện tượng mà phải một thời gian rất lâu sau mới diễn ra, và "02/02/2000" là ngày lịch biểu đầu tiên sau một thời gian dài chỉ gồm toàn các chữ số chẵn. Một số người không đồng tình với ý tưởng này vì với cách xác định này thì 0 phải là số chẵn.
Trong các bài kiểm tra theo tiêu chuẩn, nếu có câu hỏi về tính chất của các số chẵn, thì khái niệm về số 0 chẵn là khá cần thiết. Các tài liệu chính thức có liên quan tới hai bài khảo thí GMAT và GRE đều quy định 0 là số chẵn.
Tính chẵn lẻ của số không còn liên quan tới sự phân chia chẵn-lẻ, bao gồm quy định lái xe hoặc đổ xăng theo các ngày luân phiên dựa theo chữ số cuối của biển số xe. Một nửa số biển đăng ký có số kết thúc bằng các chữ số 0, 2, 4, 6, 8 và nửa kia là 1, 3, 5, 7, 9, vì vậy đưa số 0 vào nhóm các số chẵn khác là hợp lý. Tuy vậy, vào năm 1977, một hệ thống phân chia như vậy tại Paris đã xảy ra nhầm lẫn: vào ngày chỉ dành cho xe biển lẻ, cảnh sát đã tránh không phạt các lái xe có biển số kết thúc bằng chữ số 0, vì họ không biết liệu 0 có phải số chẵn không. Để tránh nhầm lẫn như vậy, đôi khi các nhà làm luật phải quy định rõ ràng rằng 0 là một số chẵn; các quy định như vậy đã được thông qua tại New South Wales và Maryland.
Trên các tàu của Hải quân Hoa Kỳ, các gian được đánh số chẵn có thể được tìm thấy ở phía bên cửa tàu, nhưng số không được dành riêng cho gian cắt qua đường tâm của tàu. Như vậy, các thứ tự các gian tính từ cửa tàu tới mạn phải sẽ là 6-4-2-0-1-3-5. Trong trò đánh bạc roulette, con số 0 không được tính là chẵn hay lẻ, do đó phía sòng bài sẽ được hưởng lợi.
Trò chơi "chẵn và lẻ" cũng bị ảnh hưởng: nếu cả hai người chơi không giơ ngón tay nào, tổng số ngón tay giơ ra sẽ là không, vậy người chơi chẵn sẽ thắng. Một giáo viên cho rằng trò chơi này là một cách để giới thiệu trẻ về khái niệm 0 chia hết cho 2.

### Sách tham khảo
- Anderson, Ian (2001), A First Course in Discrete Mathematics, London: Springer, ISBN 1-85233-236-0
- Anderson, Marlow; Feil, Todd (2005), A First Course in Abstract Algebra: Rings, Groups, And Fields, London: CRC Press, ISBN 1-58488-515-7
- Andrews, Edna (1990), Markedness Theory: the union of asymmetry and semiosis in language, Durham: Duke University Press, ISBN 0-8223-0959-9
- Arnold, C. L. (tháng 1 năm 1919), "The Number Zero", The Ohio Educational Monthly, 68 (1): 21–22, truy cập ngày 11 tháng 4 năm 2010
- Arsham, Hossein (tháng 1 năm 2002), "Zero in Four Dimensions: Historical, Psychological, Cultural, and Logical Perspectives", The Pantaneto Forum, Bản gốc lưu trữ ngày 25 tháng 9 năm 2007, truy cập ngày 24 tháng 9 năm 2007 {{Chú thích}}: Đã định rõ hơn một tham số trong |archivedate= và |archive-date= (trợ giúp); Đã định rõ hơn một tham số trong |archiveurl= và |archive-url= (trợ giúp)
- Ball, Deborah Loewenberg; Hill, Heather C.; Bass, Hyman (2005), "Knowing Mathematics for Teaching: Who Knows Mathematics Well Enough To Teach Third Grade, and How Can We Decide?" (PDF), American Educator, truy cập ngày 16 tháng 9 năm 2007
- Ball, Deborah Loewenberg; Lewis, Jennifer; Thames, Mark Hoover (2008), "Making mathematics work in school" (PDF), Journal for Research in Mathematics Education, M14: 13–44 and 195–200, truy cập ngày 4 tháng 3 năm 2010
- Barbeau, Edward Joseph (2003), Polynomials, Springer, ISBN 0-387-40627-1
- Baroody, Arthur; Coslick, Ronald (1998), Fostering Children's Mathematical Power: An Investigative Approach to K-8, Lawrence Erlbaum Associates, ISBN 0-8058-3105-3
- Berlinghoff, William P.; Grant, Kerry E.; Skrien, Dale (2001), A Mathematics Sampler: Topics for the Liberal Arts (ấn bản thứ 5), Rowman & Littlefield, ISBN 0-7425-0202-3
- Border, Kim C. (1985), Fixed Point Theorems with Applications to Economics and Game Theory, Cambridge University Press, ISBN 0-521-38808-2
- Brisman, Andrew (2004), Mensa Guide to Casino Gambling: Winning Ways, Sterling, ISBN 1-4027-1300-2
- Bunch, Bryan H. (1982), Mathematical Fallacies and Paradoxes, Van Nostrand Reinhold, ISBN 0-442-24905-5
- Caldwell, Chris K.; Xiong, Yeng (ngày 27 tháng 12 năm 2012), "What is the Smallest Prime?", Journal of Integer Sequences, 15 (9), arXiv:1209.2007
- Column 8 readers (ngày 10 tháng 3 năm 2006a), "Column 8", The Sydney Morning Herald , tr. 18, Factiva SMHH000020060309e23a00049{{Chú thích}}:  Quản lý CS1: tên số: danh sách tác giả (liên kết)
- Column 8 readers (ngày 16 tháng 3 năm 2006b), "Column 8", The Sydney Morning Herald , tr. 20, Factiva SMHH000020060315e23g0004z{{Chú thích}}:  Quản lý CS1: tên số: danh sách tác giả (liên kết)
- Crumpacker, Bunny (2007), Perfect Figures: The Lore of Numbers and How We Learned to Count, Macmillan, ISBN 0-312-36005-3
- Cutler, Thomas J. (2008), The Bluejacket's Manual: United States Navy , Naval Institute Press, ISBN 1-55750-221-8
- Dehaene, Stanislas; Bossini, Serge; Giraux, Pascal (1993), "The mental representation of parity and numerical magnitude" (PDF), Journal of Experimental Psychology: General, 122 (3): 371–396, doi:10.1037/0096-3445.122.3.371, truy cập ngày 13 tháng 9 năm 2007
- Devlin, Keith (tháng 4 năm 1985), "The golden age of mathematics", New Scientist, 106 (1452)
- Diagram Group (1983), The Official World Encyclopedia of Sports and Games, Paddington Press, ISBN 0-448-22202-7
- Dickerson, David S; Pitman, Damien J (tháng 7 năm 2012), Tai-Yih Tso (biên tập), "Advanced college-level students' categorization and use of mathematical definitions" (PDF), Proceedings of the 36th Conference of the International Group for the Psychology of Mathematics Education, 2: 187–195
- Dummit, David S.; Foote, Richard M. (1999), Abstract Algebra , New York: Wiley, ISBN 0-471-36857-1
- Educational Testing Service (2009), Mathematical Conventions for the Quantitative Reasoning Measure of the GRE® revised General Test (PDF), Educational Testing Service, truy cập ngày 6 tháng 9 năm 2011
- Freudenthal, H. (1983), Didactical phenomenology of mathematical structures, Dordrecht, The Netherlands: Reidel
- Frobisher, Len (1999), Anthony Orton (biên tập), Primary School Children's Knowledge of Odd and Even Numbers, London: Cassell, tr. 31–48 {{Chú thích}}: Đã bỏ qua tham số không rõ |book-title= (trợ giúp)
- Gouvêa, Fernando Quadros (1997), p-adic numbers: an introduction (ấn bản thứ 2), Springer-Verlag, ISBN 3-540-62911-4
- Gowers, Timothy (2002), Mathematics: A Very Short Introduction, Oxford University Press, ISBN 978-0-19-285361-5
- Graduate Management Admission Council (tháng 9 năm 2005), The Official Guide for GMAT Review (ấn bản thứ 11), McLean, VA: Graduate Management Admission Council, ISBN 0-9765709-0-4
- Grimes, Joseph E. (1975), The Thread of Discourse, Walter de Gruyter, ISBN 90-279-3164-X
- Hartsfield, Nora; Ringel, Gerhard (2003), Pearls in Graph Theory: A Comprehensive Introduction, Mineola: Courier Dover, ISBN 0-486-43232-7
- Hill, Heather C.; Blunk, Merrie L.; Charalambous, Charalambos Y.; Lewis, Jennifer M.; Phelps, Geoffrey C.; Sleep, Laurie; Ball, Deborah Loewenberg (2008), "Mathematical Knowledge for Teaching and the Mathematical Quality of Instruction: An Exploratory Study", Cognition and Instruction, 26 (4): 430–511, doi:10.1080/07370000802177235
- Hohmann, George (ngày 25 tháng 10 năm 2007), "Companies let market determine new name", Charleston Daily Mail, tr. P1C, Factiva CGAZ000020071027e3ap0001l
- Kaplan Staff (2004), Kaplan SAT 2400, 2005 Edition, Simon and Schuster, ISBN 0-7432-6035-X
- Keith, Annie (2006), Mathematical Argument in a Second Grade Class: Generating and Justifying Generalized Statements about Odd and Even Numbers, IAP, ISBN 1-59311-495-8 {{Chú thích}}: Đã bỏ qua tham số không rõ |book-title= (trợ giúp)
- Krantz, Steven George (2001), Dictionary of algebra, arithmetic, and trigonometry, CRC Press, ISBN 1-58488-052-X
- Levenson, Esther; Tsamir, Pessia; Tirosh, Dina (2007), "Neither even nor odd: Sixth grade students' dilemmas regarding the parity of zero", The Journal of Mathematical Behavior, 26 (2): 83–95, doi:10.1016/j.jmathb.2007.05.004
- Lichtenberg, Betty Plunkett (tháng 11 năm 1972), "Zero is an even number", The Arithmetic Teacher, 19 (7): 535–538
- Lorentz, Richard J. (1994), Recursive Algorithms, Intellect Books, ISBN 1-56750-037-4
- Lovas, William; Pfenning, Frank (ngày 22 tháng 1 năm 2008), "A Bidirectional Refinement Type System for LF", Electronic Notes in Theoretical Computer Science, 196: 113–128, doi:10.1016/j.entcs.2007.09.021, truy cập ngày 16 tháng 6 năm 2012
- Lovász, László; Pelikán, József; Vesztergombi, Katalin L. (2003), Discrete Mathematics: Elementary and Beyond, Springer, ISBN 0-387-95585-2
- Morgan, Frank (ngày 5 tháng 4 năm 2001), "Old Coins", Frank Morgan's Math Chat, The Mathematical Association of America, Bản gốc lưu trữ ngày 8 tháng 1 năm 2009, truy cập ngày 22 tháng 8 năm 2009
- Nipkow, Tobias; Paulson, Lawrence C.; Wenzel, Markus (2002), Isabelle/Hol: A Proof Assistant for Higher-Order Logic, Springer, ISBN 3-540-43376-7
- Nuerk, Hans-Christoph; Iversen, Wiebke; Willmes, Klaus (tháng 7 năm 2004), "Notational modulation of the SNARC and the MARC (linguistic markedness of response codes) effect", The Quarterly Journal of Experimental Psychology A, 57 (5): 835–863, doi:10.1080/02724980343000512
- Partee, Barbara Hall (1978), Fundamentals of Mathematics for Linguistics, Dordrecht: D. Reidel, ISBN 90-277-0809-6
- Penner, Robert C. (1999), Discrete Mathematics: Proof Techniques and Mathematical Structures, River Edje: World Scientific, ISBN 981-02-4088-0
- Salzmann, H.; Grundhöfer, T.; Hähl, H.; Löwen, R. (2007), The Classical Fields: Structural Features of the Real and Rational Numbers, Cambridge University Press, ISBN 0-521-86516-6
- Siegel, Robert (ngày 19 tháng 11 năm 1999), "Analysis: Today's date is signified in abbreviations using only odd numbers. 1-1, 1-9, 1-9-9-9. The next time that happens will be more than a thousand years from now.", All Things Considered, National Public Radio
- Smock, Doug (ngày 6 tháng 2 năm 2006), "The odd bets: Hines Ward vs. Tiger Woods", Charleston Gazette, tr. P1B, Factiva CGAZ000020060207e226000bh
- Snow, Tony (ngày 23 tháng 2 năm 2001), "Bubba's fools", Jewish World Review, truy cập ngày 22 tháng 8 năm 2009
- Sones, Bill; Sones, Rich (ngày 8 tháng 5 năm 2002), "To hide your age, button your lips", Deseret News, tr. C07, Bản gốc lưu trữ ngày 4 tháng 2 năm 2018, truy cập ngày 21 tháng 6 năm 2014
- Starr, Ross M. (1997), General Equilibrium Theory: An Introduction, Cambridge University Press, ISBN 0-521-56473-5
- Steinberg, Neil (ngày 30 tháng 11 năm 1999), "Even year, odd facts", Chicago Sun-Times , tr. 50, Factiva chi0000020010826dvbu0119h
- Stewart, Mark Alan (2001), 30 Days to the GMAT CAT, Stamford: Thomson, ISBN 0-7689-0635-0
- Stingl, Jim (ngày 5 tháng 4 năm 2006), "01:02:03 04/05/06; We can count on some things in life", Milwaukee Journal Sentinel , tr. B1, Bản gốc lưu trữ ngày 27 tháng 4 năm 2006, truy cập ngày 21 tháng 6 năm 2014 {{Chú thích}}: Đã định rõ hơn một tham số trong |archivedate= và |archive-date= (trợ giúp); Đã định rõ hơn một tham số trong |archiveurl= và |archive-url= (trợ giúp)
- Tabachnikova, Olga M.; Smith, Geoff C. (2000), Topics in Group Theory, London: Springer, ISBN 1-85233-235-2
- The Math Forum participants (2000), "A question around zero", Math Forum » Discussions » History » Historia-Matematica, Drexel University, Bản gốc lưu trữ ngày 7 tháng 6 năm 2011, truy cập ngày 25 tháng 9 năm 2007
- Turner, Julian (ngày 13 tháng 7 năm 1996), "Sports Betting – For Lytham Look to the South Pacific", The Guardian, tr. 23, Factiva grdn000020011017ds7d00bzg
- Wilden, Anthony; Hammer, Rhonda (1987), The rules are no game: the strategy of communication, Routledge Kegan & Paul, ISBN 0-7100-9868-5
- Wise, Stephen (2002), GIS Basics, CRC Press, ISBN 0-415-24651-2
- Wong, Samuel Shaw Ming (1997), Computational Methods in Physics and Engineering, World Scientific, ISBN 981-02-3043-5